# Divizia Națională 1997-1998
Divizia Națională 1997-1998 a fost a șasea ediție a Diviziei Naționale de la obținerea independenței. Liga s-a jucat în sistem tur-retur. La această ediție numărul de cluburi participante a fost de 14.

## Mișcarea echipelor în sezonul 1996-1997
La finalul sezonului anterior au retrogradat direct MHM 93 Chișinău, Ciuhur Ocnița, Spumante Cricova și Attila Ungheni, în locul acestora au promovat Sindicat Moldova-Gaz Chișinău și Roma Bălți, iar în urma play-off-ului FC Agro-Goliador Chișinău a rămas în prima ligă, iar Stimold-MIF Chișinău a obținut promovarea în Divizia Națională în dauna celor de la Codru Călărași.
Sindicat Moldova-Gaz Chișinău și-a schimbat numele în Moldova-Gaz Chișinău.

## Clasament final
| Locul | Clubul                    | M  | V  | E | î  | GM | GP | Pct | Note                        |
| ----- | ------------------------- | -- | -- | - | -- | -- | -- | --- | --------------------------- |
| 1     | FC Zimbru Chișinău        | 26 | 22 | 3 | 1  | 75 | 8  | 69  |                             |
| 2     | CS Tiligul-Tiras Tiraspol | 26 | 19 | 2 | 5  | 45 | 20 | 59  |                             |
| 3     | Constructorul Chișinău    | 26 | 17 | 3 | 6  | 54 | 32 | 54  |                             |
| 4     | FC Nistru Otaci           | 26 | 13 | 6 | 7  | 36 | 20 | 45  |                             |
| 5     | Moldova Gaz Chișinău      | 26 | 14 | 2 | 10 | 38 | 28 | 44  |                             |
| 6     | FC Olimpia Bălți          | 26 | 12 | 8 | 6  | 40 | 21 | 44  |                             |
| 7     | Unisport Chișinău         | 26 | 11 | 5 | 10 | 23 | 32 | 38  |                             |
| 8     | Roma Bălți                | 26 | 10 | 7 | 9  | 40 | 32 | 37  |                             |
| 9     | Agro Chișinău             | 26 | 10 | 3 | 13 | 27 | 35 | 33  | Playoff                     |
| 10    | Locomotiva                | 26 | 6  | 7 | 13 | 21 | 43 | 25  | Retrogradate în Divizia "A" |
| 11    | CSA Victoria Cahul        | 26 | 6  | 6 | 14 | 20 | 42 | 24  | Retrogradate în Divizia "A" |
| 12    | FC Dinamo Bender          | 26 | 6  | 4 | 16 | 19 | 47 | 22  | Retrogradate în Divizia "A" |
| 13    | Stimold MIF Chișinău      | 26 | 2  | 7 | 17 | 19 | 60 | 13  | Retrogradate în Divizia "A" |
| 14    | Speranța Nisporeni‡       | 26 | 0  | 5 | 21 | 9  | 46 | 3   | Retrogradate în Divizia "A" |

- ‡- Speranța Nisporeni a fost penalizată cu 2 puncte pentru cele trei neprezentări ale echipe de juniori în campionatul de juniori.

| Campionii Divizia Națională 1997-1998 |
| ------------------------------------- |
| FC Zimbru Chișinău Al VI-lea titlu    |

## Playoff promovare
Tur
| Energhetic Dubăsari | 0 - 2 | FC Agro-Goliador Chișinău |
| ------------------- | ----- | ------------------------- |
|                     |       | Svaga Frunze              |

Retur
| FC Agro-Goliador Chișinău | 7 - 1 | Energhetic Dubăsari |
| ------------------------- | ----- | ------------------- |
| Belan Svaga Șoimu Frunze  |       | Topalo              |

## Goalgheteri
| Poz. | Jucător           | Club            | Goluri |
| ---- | ----------------- | --------------- | ------ |
| 1    | Serghei Cleșcenco | Zimbru Chișinău | 25     |
| 2    | Iurie Miterev     | Zimbru Chișinău | 17     |
| 3    | Serghei Rogaciov  | Roma Bălți      | 15     |